# Mike Edwards
Mike Edwards (31. květen 1948 – 3. září 2010), známý též jako Swami Deva Pramada nebo zkráceně Pramada, byl anglický violoncellista a hudební pedagog. Nejvíce znám je jako člen skupiny Electric Light Orchestra (v letech 1972 až 1975).
Zemřel tragicky dne 3. září 2010, když se na jeho auto svalil balík sena vážící 600 kg.